# Philipp Nawrath
Philipp Nawrath, född 13 februari 1993 i Füssen i Bayern, är en tysk skidkytt.
Nawrath deltog i de olympiska vinterspelen 2022 i Peking där han uppnådde en 19:e plats i jaktstarten som bästa individuella resultat. Han har medverkat i tre världsmästerskap där han som bäst kom på nionde plats i sprintloppet i Oberhof 2023. Den 2 december 2023 tog Nawrath sin första individuella pallplats tillika seger i världscupen genom att vinna säsongens första sprintlopp i Östersund. Han har även uppnått framgångar i IBU-cupen där han sedan 2014 tagit sex individuella segrar.

## Resultat

### Världscupen
Nawrath har fyra individuella pallplatser i världscupen: en seger, en andraplats och två tredjeplatser.
| Säsong  | Datum            | Plats       | Disciplin           | Placering |
| ------- | ---------------- | ----------- | ------------------- | --------- |
| 2023/24 | 2 december 2023  | Östersund   | Sprint (10 km)      | 1:a       |
| 2023/24 | 3 december 2023  | Östersund   | Jaktstart (12,5 km) | 2:a       |
| 2023/24 | 15 december 2023 | Lenzerheide | Sprint (10 km)      | 3:a       |
| 2024/25 | 6 december 2024  | Kontiolax   | Sprint (10 km)      | 3:a       |

### Olympiska spel
| Tävling     | Distans | Sprint | Jaktstart | Masstart | Stafett | Mixstafett |
| ----------- | ------- | ------ | --------- | -------- | ------- | ---------- |
| Peking 2022 | —       | 22:a   | 19:e      | 23:e     | 4:e     | 5:e        |

### Världsmästerskap
| Tävling          | Distans | Sprint | Jaktstart | Masstart | Stafett | Mixstafett | Singelmix |
| ---------------- | ------- | ------ | --------- | -------- | ------- | ---------- | --------- |
| Östersund 2019   | —       | 12:e   | 21:a      | 15:e     | —       | —          | —         |
| Antholz 2020     | 47:e    | —      | —         | —        | —       | —          | —         |
| Oberhof 2023     | 9:e     | —      | —         | —        | —       | —          | 6:e       |
| Nové Město 2024  | —       | 16:e   | —         | 10:e     | 4:e     | 5:e        | —         |
| Lenzerheide 2025 |         |        |           |          |         | Brons      |           |